# خانه صادق غلامی
خانه صادق غلامی مربوط به دوره قاجار است و در شیراز، خیابان احمدی شمالی، کوچه توانگر واقع شده و این اثر در تاریخ ۱۰ خرداد ۱۳۸۲ با شمارهٔ ثبت ۸۶۹۵ به‌عنوان یکی از آثار ملی ایران به ثبت رسیده است.